# Río Orckojahuira
El río Orckojahuira es un río de Bolivia, que discurre por el municipio de La Paz. Es parte de la cuenca del valle de La Paz y su cauce divide las zonas de Miraflores, Villa Fátma, y Chuquiaguillo de los barrios de la ladera Este.

## Denominación
El río recibe tal nombre al ingresar al sector urbano, Orckojahuira es una palabra compuesta por los vocablos aimaras Orcko, macho y jahuira, río.

## Curso
El río nace en la cordillera con el nombre de Chuquiaguillo, discurre canalizado por el área urbana de La Paz, recibiendo aportes de las alcantarillas de la ciudad.
El río es parte de la subcuenca homónima que forma la cuenca del Río de La Paz.